# Człowiek, który spadł na ziemię (film 1976)

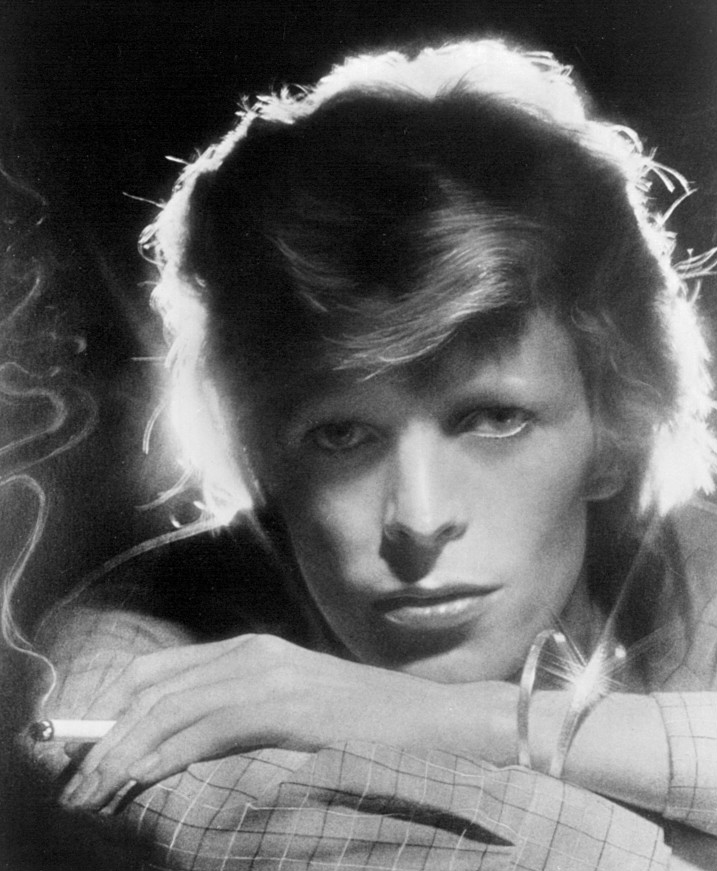
David Bowie (1974)

Człowiek, który spadł na ziemię – brytyjski film (dramat sci-fi) z 1976 roku w reżyserii Nicolasa Roega. Adaptacja filmowa powieści Waltera Tevisa o tym samym tytule.
Zdjęcia nagrywano głównie w Nowym Meksyku w 1975 roku. Premiera filmu miała miejsce 18 marca 1976 w Londynie.

## Fabuła
Thomas Jerome Newton pochodzi z obcej planety, lecz trafia na Ziemię, szukając pomocy dla swojego ginącego świata. Dzięki zaawansowanym technologiom, którymi dysponuje, udaje mu się zbić fortunę, lecz jego sytuacja wkrótce się komplikuje.

## Obsada
| Aktor             | Rola                 |
| ----------------- | -------------------- |
| David Bowie       | Thomas Jerome Newton |
| Rip Torn          | dr Nathan Bryce      |
| Candy Clark       | Mary-Lou             |
| Buck Henry        | Oliver V. Farnsworth |
| Bernie Casey      | Peters               |
| Tony Mascia       | Arthur               |
| Rick Riccardo     | Trevor               |
| Adrienne La Russa | Helen                |

## Krytyka w mediach
Początkowo reakcja krytyków na film była mieszana, lecz został z czasem doceniony i uzyskał status filmu kultowego. W serwisie Rotten Tomatoes 83% z 58 recenzji uznano za pozytywne, a średnia ocen wyniosła 7,74/10. Na portalu Metacritic średnia ocen z 9 recenzji wyniosła 81 punktów na 100.